# 金益見
金 益見（キム・イッキョン、김익견、1979年7月14日 - ）は、日本の民俗学者（地域文化論・ラブホテル研究）。学位は博士（人間文化学）（神戸学院大学・2009年）。神戸学院大学人文学部准教授。コラムなどでは筆名として金 いっきょん（きむ いっきょん）名義を使用する場合もある。音楽活動ではいっきょんゴールド名義を使用する。

## 来歴

### 生い立ち
在日韓国・朝鮮人三世として大阪府大阪市生野区に生まれる。10代で父を心筋梗塞で亡くし、母子家庭に育つ。
神戸学院大学人文学部進学後、卒業論文のテーマに悩んでいた際、列車内の中吊り広告に発想を得てラブホテルの研究を開始する。人文学部長（当時）のトイレ研究専門家・水本浩典に卒業論文指導教員となってもらい、大宅壮一文庫や国立国会図書館などで雑誌文献調査を中心としたアプローチで研究を進め論文を完成させ卒業した。しかし、神戸学院大学大学院人間文化学研究科に進むと、「卒論の時、自分はすごいことをしていると思ったが、当時は資料を集めているだけだった」 との思いから、フィールドワークを中心にしたアプローチで再度ラブホテルに取り組むことにした。出版社に「ただ働きでいいから、取材について行かせて欲しい」 と電話し、ラブホテル特集雑誌の記者に同行し、ホテル経営者にインタビューを申し入れる手法を採った。5年間で1000室超 のラブホテルを訪れ、「本来の目的にこだわるか、付加的なサービスを求めるか」 といった視点を交えつつ、日本のラブホテルの変遷を研究成果として纏めあげた。
また、参考文献として『「変態」の時代』 を購入する際、店頭で『マンガ 嫌韓流』 や『「在日コリアン」ってなんでんねん?』 といった書籍を見かけたことから、在日韓国・朝鮮人と日本人との相互理解に関心を抱くようになった。その後、在日韓国・朝鮮人へのインタビュー記事を掲載するウェブサイトの運営に携わることになり、大阪市立大学大学院経済学研究科教授の朴一らに取材を行っている。

### 研究者として
現場取材を重視するスタイルをとる。2008年、著書『ラブホテル進化論』により橋本峰雄賞を受賞した。2009年、神戸学院大学大学院にて人間科学研究科の博士後期課程を修了し、博士（人間文化学）の学位を取得した。博士論文のタイトルは『「消費される女性・消費する女性」に関する風俗史的研究』であった。大学院修了後は、2013年より神戸学院大学で専任講師となり、2020年より准教授。ほか、関西地方の大学で非常勤講師を務める。

## 研究成果
回転ベッド
回転ベッドの発展について「ベッド自体を回転させたらどうだろう、鏡とセットにすれば自分たちの性行為も見られて、よりエロティックな雰囲気になるのではないか、とアイディアを出し合い、改良が進んだ」 と指摘している。
経営者
在日韓国・朝鮮人が経営者だとする都市伝説があるが、実際には 近畿地方のラブホテルの経営者には石川県出身者が多いことを主張している。経営者のスキルパスの一例として、「大変で人がやりたがらない豆腐屋で資本をためて風呂屋をし、それを売ってホテル」 との石川県出身のラブホテル経営者の証言を紹介している。

## 反響
金の著書について、『讀賣新聞』紙上では「羞恥心という日本人の性意識を底流に、ホテルの持つ陰と陽を描いた」 作品とされ「一つの文化論にまで昇華した」 と評されている。国際日本文化研究センター教授の井上章一は、ラブホテル専門設計事務所に対するキムの論考について「現場へ力をそそぐあまり、日本を世界の中で相対化する目がうしなわれた」 と指摘しつつ、「主知的で現場取材をおっくうがる若い学徒も多い今日、この健脚ぶりは貴重」 であり「かしこげな社会学より、ずっと読みごたえがある」 と評している。また、「石川県とラブホテルのつながり」 を知り「台湾系、韓国系あたりの人々がかかわっている先入観もこれを読めばぬぐいされる」 と評している。著述家の青木るえかは「『はじめに』には蛇足を感じた」 と指摘し「こんなのはナシでさっさとラブホテル内部に切り込んでくれたらよかった」 と評しているが、「この本は『ラブホテルがいかに不思議な（しかし下世話な本能の求めるままに）工夫と進化をしていったか』を教えてくれる」 とも評している。
フィールドワークの際は（在日同胞を含む）経営者側から協力を断られることも多かったが、火災に遭ったホテルの経営者が著書を読んで勇気づけられ「一言お礼が言いたい」 と出版社に連絡してくることもあったという。

## 人物
音楽活動時は「いっきょんゴールド」と名乗っており、インディーズデビュー時もこの名義でCDを発売しているが、これは本名の「金」を「ゴールド」と捩ったものである。
文春新書から初めて自著を出版した際、本に付けられた帯にキムのバストアップ写真が掲載された。また、『讀賣新聞』紙上にて自著が取り上げられた際には、ラブホテルの客室で撮影されたポートレートが掲載された。

## 賞歴
- 2008年 - 橋本峰雄賞。

## 著作

### 単著
- 『ラブホテル進化論』文春新書、2008
- 『性愛空間の文化史～「連れ込み宿」から「ラブホ」まで』ミネルヴァ書房　2012
- 『贈りもの　安野モヨコ・永井豪・井上雄彦・王欣太～漫画家4人からぼくらへ』講談社 2012
- 『やる気とか元気がでるえんぴつポスター』文藝春秋　2013

### 共著
- 『日本昭和ラブホテル大全』村上賢司共著　辰巳出版、2016

### 論文
- 論文　2019年3月　女性の力～貸間産業を事例として～　単著　神戸学院大学　人文学部紀要第39号
- 論文　2016年3月　爆心地（長崎）付近におけ貸間産業の変遷　単著　神戸学院大学　人文学部紀要第36号
- 論文　2015年3月　戦争における落語～禁演落語の変遷～　単著　神戸学院大学　人文学部紀要第35号
- 論文　2013年10月　ラブホテルの変遷と問題　単著　青少年問題研究会　青少年問題652号
- 論文　2013年3月　長田における在日韓国・朝鮮人女性の生き方～ケミカルシューズ産業の変遷を中心に～　単著　地域研究長田センター活動報告書　NAGATAのチカラ 第2巻
- 論文　2011年2月　授業研究：情報収集分析へのアプローチ～図書館利用教育の可能性～　単著　神戸学院大学人文学会　人間文化第28号
- 論文　2008年4月　貸間名称の変遷に関する一考察　単著　神戸学院大学人文学会　人間文化第22号
- 論文　2007年9月　情報誌が発信するラブホテル　単著　現代風俗研究会　現代風俗研究第13号

### 寄稿
- 都築響一・金益見「『怪しい』から『楽しい』スポットへ――ラブホテルここまできた!」『週刊朝日』朝日新聞出版、2008年4月11日。
- しりあがり寿・金益見「ドキドキ探訪ドキュメント 成熟世代に贈るラブホテル活用のススメ (特集 私を豊かにする性愛)」『婦人公論』中央公論新社，2009年2月22日
- 金益見・吉沢明歩「男と女の性愛学～格差社会の最新版～『ラブホ＆セックス進化論』」『週刊ポスト』「小学館」2009年6月26日

### 連載
・「毎日ぽこあぽこ」毎日新聞社（2012年10月～2015年3月）
・「考えるメディア」https://media.style.co.jp/author/ikkyon_kim/
・「随想」神戸新聞社（2016年9月～2016 年12月）
・「いっきょん先生のアカデミー抄」（連載中　https://www.kobe-np.co.jp/rentoku/essay/P20190322MS00179.shtml）

## 出演

### 雑誌
- 「才ある美女――『ラブホテル』で博士号を狙う神戸の大学院生」『週刊文春』50巻10号、文藝春秋、2008年3月13日、165頁。

### テレビ
- 『NEWS23』TBS、2008年4月4日。

### ラジオ
- 『ばんばひろふみ!ラジオ・DE・しょー!』ラジオ関西。
- 『夜な夜なニュースいぢり X-Radio バツラジ』TBSラジオ、2007年1月31日。